# Pierre-Michel Menger
Pour les articles homonymes, voir Menger.
Pierre-Michel Menger, né le 10 avril 1953 à Forbach, est un sociologue français, professeur au Collège de France depuis juin 2013, et membre de l'Académie des sciences morales et politiques depuis 2023.
Ses recherches interdisciplinaires portent sur le travail créateur, dans un ensemble de domaines tels que l’art, la science, l’entreprise et le sport. Il s’intéresse également à l’usage de données quantitatives, en particulier aux méthodes relevant du big data.

## Biographie

### Jeunesse et études
Formé à la philosophie à l’École normale supérieure de la rue d'Ulm (promotion L1973), puis à la sociologie à l’École des hautes études en sciences sociales (EHESS), Pierre-Michel Menger y prépare son doctorat sous la direction de Raymonde Moulin,. Il achève sa thèse à la fondation Thiers.

### Parcours professionnel
Il entre au CNRS comme attaché de recherche en 1978, puis comme chargé de recherches en 1983. Il commence également à enseigner à l'EHESS en 1985, devient directeur de recherches au CNRS en 1990 et directeur d'études à l'EHESS en 1993.
De 1993 à 2005, il dirige le Centre de sociologie du travail et des arts (EHESS/CNRS) et enseigne pendant plusieurs années à l'Institut d'études politiques de Paris (1992-1995, 1999-2004). Il a été chercheur invité à l'Institut d'études avancées de Berlin (2006-2007) et à l'université Columbia (2008, 2010, 2011). Il est aujourd'hui professeur au Collège de France, directeur d'études à l'EHESS, membre du Centre d'études sociologiques et politiques Raymond Aron (EHESS), membre du comité de rédaction de la Revue française de sociologie et du conseil scientifique de la Revue économique.

## Analyse de l'œuvre
Pierre-Michel Menger est l’auteur de nombreux articles et ouvrages consacrés aux métiers de l’art et de la science, ainsi qu’aux méthodes des sciences sociales et à l’usage des big data. Parmi ses ouvrages, traduits en plusieurs langues, figurent Le Travail créateur. S'accomplir dans l'incertain (2009) et Portrait de l’artiste en travailleur. Métamorphoses du capitalisme (2003).
Ses travaux analysent ce que les situations d’incertitude font aux mondes sociaux et aux individus : puisant dans l’histoire de l’art, l’économie et la psychologie, il développe une perspective analytique de l’agir social, articulant études de cas et analyses quantitatives. Depuis 2013, il a consacré différents cours au travail créateur, à la production du savoir scientifique, au talent ainsi qu’à la notion d’achèvement.

## Publications

### Ouvrages
- 1983 : Le Paradoxe du musicien : le compositeur, le mélomane et l'État dans la société contemporaine, Paris, Flammarion, 395 p. (OCLC 10949480) ; rééd. 2001
- 2003 : Portrait de l’artiste en travailleur. Métamorphoses du capitalisme, Paris, Éditions du Seuil, 96 p. (OCLC 401719716)
- 2005 : Les Intermittents du spectacle. Sociologie du travail flexible, Éditions de l'EHESS, coll. « Cas de figure », 402 p. (OCLC 758344344) ; 2e édition revue et augmentée, 2011, Paris, éditions de l’EHESS, 404 p.
- 2005 : Profession artiste. Extension du domaine de la création, Paris, Textuel, 109 p. (OCLC 420529975)
- 2009 : Le Travail créateur. S'accomplir dans l'incertain, Paris, Éditions du Seuil, 973 p. (OCLC 880348972)
- 2012 : Être artiste. Œuvrer dans l’incertitude, Bruxelles, Al Dante&Aka, 72 p.
- 2014 : The Economics of Creativity. Art and Achievement Under Uncertainty, Cambridge, Harvard University Press

### Articles
- Jean-Marie Guillouët, Caroline A. Jones et Séverine Sofio, « Enquête sur l’atelier : histoire, fonctions, transformations », Perspective, 1 | 2014, 27-42 (mis en ligne le 31 décembre 2015, consulté le 31 janvier 2022 ; DOI)

### Récompenses et distinction
- 1971 : Lauréat du concours général, deuxième prix de philosophie[6]
- 1994 : Chevalier des Arts et des Lettres
- 1999 : Médaille d'argent du CNRS[7]

## Prix et distinctions
- 1999 : Médaille d'argent du CNRS
- 2023 : Membre de l'Académie des sciences morales et politiques
- Chevalier de l'ordre des Arts et des Lettres

### Cours du Collège de France
- « Comment achever une œuvre ? Travail et processus de création (suite) - Études de cas », cours de Pierre-Michel Menger sur le site du Collège de France